# Amtliche deutsche Ein- und Rückwanderungsstelle
Die Amtliche Deutsche Ein- und Rückwanderungsstelle (ADERSt) war eine  1939 in Südtirol eingerichtete deutsche Dienststelle, der die gesamte technisch-bürokratische Abwicklung der Umsiedlung der Optanten aus Südtirol und dem Kanaltal im Friaul in das Deutsche Reich oblag.

## Geschichte

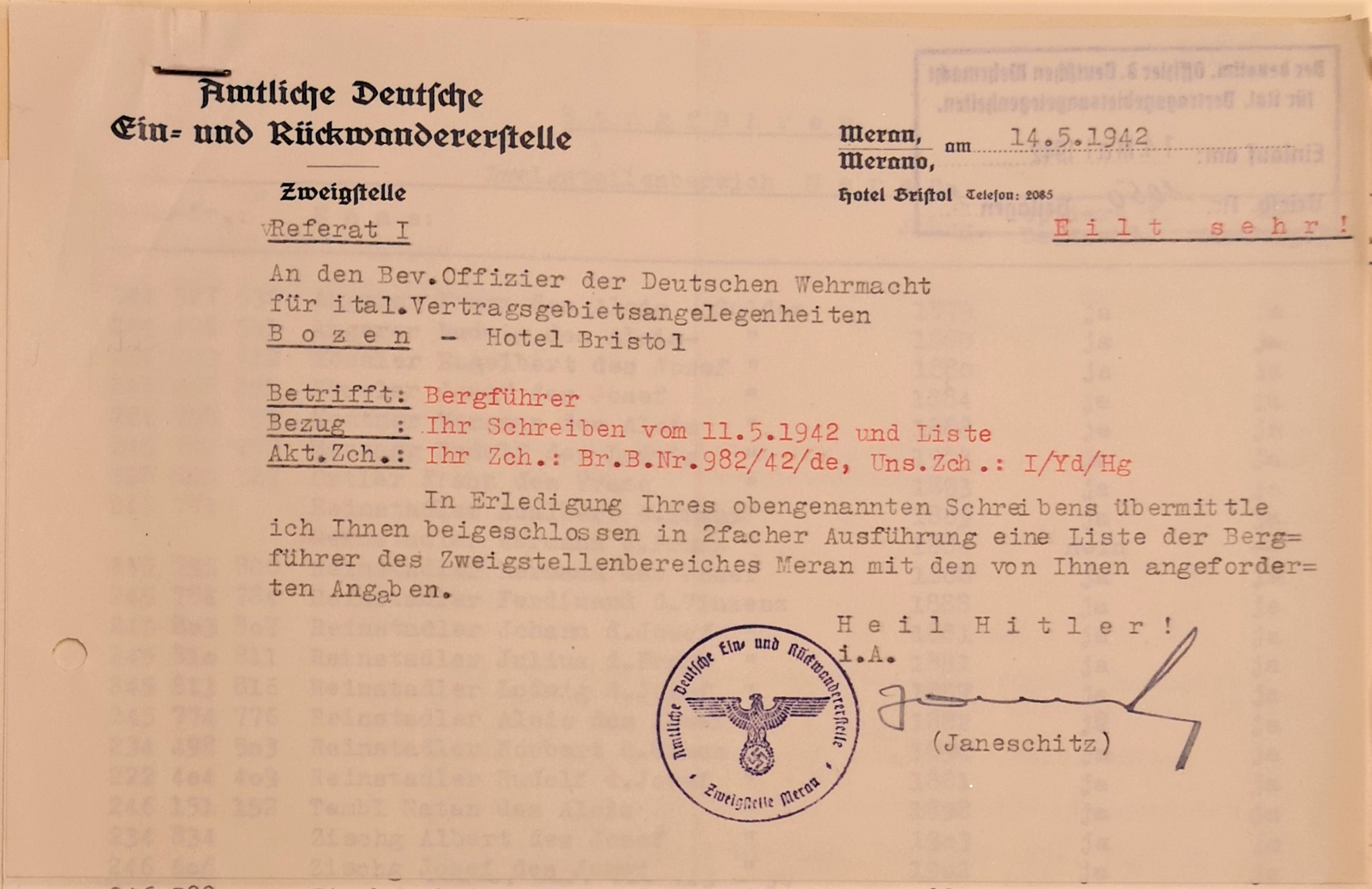
Briefkopf der ADERSt Meran von 1942 mit amtlicher Stampiglie

Die ADERSt war eine Stelle des SS-Reichsführers Heinrich Himmler, der bereits seit Juni 1939 für die „Umsiedlung Südtirol“ verantwortlich war. Sie nahm ihre Arbeit am 15. September 1939 auf. Ihre Hauptstelle war in Bozen im in der Nachkriegszeit abgerissenen Hotel Bristol in der Raingasse untergebracht. Daneben gab es eine weitere Zweigstelle in Bozen sowie Außenstellen in Brixen, Bruneck, Meran, Sterzing und im friaulischen Tarvis im Kanaltal. Zur Zweigstelle Brixen gehörte die  ADERSt-Abwicklungsstelle Gröden  in St. Ulrich. Im Frühjahr 1943 wurde die Zweigstelle Sterzing wegen geringer Umsiedlerzahlen  aufgelöst. Deren Aufgabengebiet übernahm die ADERSt in Brixen.
Unterstellt war die Dienststelle der im Juni 1939 gegründeten Leitstelle für Ein- und Rückwanderung unter SS-Brigadeführer Ulrich Greifelt. Mitte Oktober 1939 wurde die Leitstelle zur Dienststelle des Reichskommissars für die Festigung deutschen Volkstums umgewandelt und war für alle NS-Umsiedlungsvorhaben zuständig.
Leiter der ADERSt war vom Juni 1939 bis Mitte Oktober 1941 SS-Obersturmbannführer Wilhelm Luig, vormals Leiter der Volksdeutschen Mittelstelle VoMi. Auf dessen Weisung hin übertrug die ADERSt am 30. Januar 1940 dem bis dahin illegalen  Völkischen Kampfring Südtirols die gesamte Betreuung der Umsiedler, was auf dessen offizielle Anerkennung und Legalisierung hinauslief und sich in der Umbenennung Arbeitsgemeinschaft der Optanten für Deutschland (AdO) ausdrückte. Die ADERSt war der AdO gegenüber weisungsbefugt und finanzierte sie. Zwischen beiden Einrichtungen kam es aufgrund von Kompetenzüberschneidungen immer wieder zu Spannungen, die die Zusammenarbeit belasteten.
Der Nachfolger Luigs war der Hoher Kommissar der Reichsregierung für die Südtiroler Umsiedlung Ludwig Mayr-Falkenberg. Anfang 1941 besaß die ADERSt über 560 fast ausschließlich reichsdeutsche Mitarbeiter, aber bereits Ende 1941 wurde aufgrund der ins Stocken geratenen Umsiedlung das Personal reduziert.
Nach dem Einmarsch deutscher Truppen in Italien am 8. September 1943 und der Einrichtung einer NS-Zivilverwaltung in Südtirol wurde die Umsiedlung eingestellt und die Bozner Hauptstelle aufgelöst. Im Oktober 1944 wurden die Reste der Behörde der Dienststelle des Obersten Kommissars eingegliedert.

## Aufgaben
Nach den Anweisungen Himmlers trug die ADERSt die politische Gesamtverantwortung für die Umsiedlung. Ihre Aufgaben umfassten:
- Prüfung der Optionsanträge
- Vorbereitung der Einbürgerung in das Reichsgebiet
- Vermittlung von Arbeitskräften an reichsdeutsche Arbeitgeber und von Wohnraum
- Organisation und Durchführung der Umsiedlung[3]

Darüber hinaus wickelte die ADERSt den Transport der vom Völkischen Kampfring Südtirols angeworbenen freiwillig gemeldeten Optanten für Wehrmacht, Waffen-SS und SS-Totenkopfverbände ab, die insbesondere 1940 Südtirol verließen.
Die ADERSt verfügte über sieben Hauptabteilungen: Zentralabteilung, Wirtschaft, Kultur, Soziales, Verwaltung, Organisation der Abwanderung sowie Transport und Verkehr. Die Zweigstellen waren analog aufgebaut.
Bei der ADERSt in Bozen befand sich außerdem die Kulturkommission des SS-Ahnenerbes unter der Leitung des SS-Obersturmbannführers Wolfram Sievers. Unter dessen Leitung arbeiteten etwa 60 Wissenschaftler an der Registrierung und dem Abtransport des kulturellen Erbes der Optanten.
Mit dem Rückgang der Umsiedlungen und aufgrund kriegsbedingter Einsparungen wurde die Zahl der Mitarbeiter Anfang 1942 auf 200 reduziert und die ADERSt neuorganisiert.